# Mercan'Tour Classic Alpes-Maritimes 2021
La Mercan'Tour Classic Alpes-Maritimes 2021, prima edizione della corsa, valevole come evento dell'UCI Europe Tour 2021 categoria 1.1, si svolse il 24 maggio 2021 su un percorso di 149 km, con partenza da Saint-Sauveur-sur-Tinée e arrivo al Col de Valberg nel Parco nazionale del Mercantour in Francia. La gara si sarebbe dovuta svolgere su un percorso di 179,9 km con partenza e arrivo al Col de Valberg ma la gara ma venne accorciata a causa del maltempo. La vittoria fu appannaggio del francese Guillaume Martin, il quale completò il percorso in 4h23'56", precedendo i connazionali Aurélien Paret-Peintre e Bruno Armirail.
Sul traguardo di Valberg 48 ciclisti, su 101 partiti da Saint-Sauveur-sur-Tinée, portarono a termine la competizione.

## Squadre e corridori partecipanti
| N.    | Cod. | Squadra                |
| ----- | ---- | ---------------------- |
| 1-7   | COF  | Cofidis                |
| 11-17 | ACT  | AG2R Citroën Team      |
| 21-27 | GFC  | Groupama-FDJ           |
| 31-37 | EFN  | EF Education-Nippo     |
| 41-47 | ARK  | Team Arkéa-Samsic      |
| 51-57 | BBK  | B&B Hotels             |
| 61-67 | UXT  | Uno-X Pro Cycling Team |
| 71-77 | BBH  | Burgos-BH              |

| N.      | Cod. | Squadra                    |
| ------- | ---- | -------------------------- |
| 81-87   | TDE  | Total Direct Énergie       |
| 91-97   | DKO  | Delko                      |
| 101-107 | THR  | Vini Zabù                  |
| 111-117 | AUB  | St Michel-Auber 93         |
| 121-127 | IWM  | Work Service Marchiol Vega |
| 131-137 | VBG  | Team Vorarlberg            |
| 141-147 | AMO  | Amore & Vita               |
| 151-157 | VAM  | Vino-Astana Motors         |

## Ordine d'arrivo (Top 10)
| Pos. | Corridore        | Squadra    | Tempo    |
| ---- | ---------------- | ---------- | -------- |
| 1    | Guillaume Martin | Cofidis    | 4h23'56" |
| 2    | A. Paret-Peintre | AG2R       | a 1'42"  |
| 3    | Bruno Armirail   | Groupama   | s.t.     |
| 4    | Anthony Perez    | Cofidis    | a 2'40"  |
| 5    | Mathias Frank    | AG2R       | a 2'43"  |
| 6    | Adrià Moreno     | Vorarlberg | a 2'53"  |
| 7    | Jérémy Cabot     | Total      | a 2'56"  |
| 8    | Roland Thalmann  | Vorarlberg | a 3'05"  |
| 9    | Idar Andersen    | Uno-X      | a 3'20"  |
| 10   | Jaakko Hänninen  | AG2R       | a 3'36"  |